# Стамболијски
Стамболијски (буг. Стамболийски) град је у Републици Бугарској, у средишњем делу земље, седиште истоимене општине Стамболијски у оквиру Пловдивске области.

## Географија
Положај: Стамболијски се налази у средишњем делу Бугарске. Од престонице Софије град је удаљен 125 km источно, а од обласног средишта, Пловдива град је удаљен 20 km западно.
Рељеф: Област Стамболијског се налази у бугарском делу Тракије, у долини реке Марице. Град се сместио уз реку, на приближно 190 m надморске висине.
Клима: Клима у Стамболијском је континентална.
Воде: Кроз Стамболијски протиче позната река Марица средњим делом свог тока. Град се налази на десној обали реке.

## Историја
Област Стамболијског је првобитно било насељено Трачанима, а после њих овом облашћу владају стари Рим и Византија. Јужни Словени ово подручеје насељавају у 7. веку. Од 9. века до 1373. године област је била у саставу средњовековне Бугарске.
Крајем 14. века област Стамболијског је пала под власт Османлија, који владају облашћу 5 векова.
Године 1885. град је постао део савремене бугарске државе. Насеље постоје убрзо средиште окупљања за села у околини, са више јавних установа и трговиштем.

## Становништво
По проценама из 2007. године Стамболијски је имао око 12.000 становника. Огромна већина градског становништва су етнички Бугари. Остатак су махом Роми. Последњих деценија град губи становништво због удаљености од главних токова развоја у земљи.
Претежна вероисповест месног становништва је православна, а мањинска ислам.